# Brita Hazelius
Brita Hazelius, född 22 januari 1909 i Köpenhamn, Danmark, död 5 mars 1975 i Göteborg, Sverige var en svensk simmare.

## Biografi
Hazelius började simma för IFK Falun 1925, som 16-åring, och blev 2:a i sin första SM-tävling på 200 meter bröstsim. Under sommaren 1926 sänkte hon världsrekordtiden på 200 meter bröstsim med runt 25 sekunder. I Stockholm den 11 augusti 1926, 17 år gammal, med tiden 3.19.1 på 200 meter bröstsim blev hon den första svenska kvinna att notera officiellt världsrekord i en olympisk gren. 1927 fick hon en blindtarmsinflammation och fick hela säsongen förstörd. Hon slutade på sjätte plats i specialgrenen vid olympiska sommarspelen 1928. Hazelius vann SM på 200 meter ytterligare 2 gånger, 1929 och 1930 innan hon avslutade sin karriär.
1929 utexaminerades hon som gymnastikdirektör från Arfvedsons Gymn. Institut i Stockholm, och verkade som simlärarinna och sjukgymnast i Stockholm och Rio de Janeiro. Gift "Nyström" 1934.
I Falun finns en väg uppkallad efter henne.

### Fotnoter
1. 1 2 3  Måg, Lars-Erik (1997). IFK Falun 100 år : 100 år med idrottsföreningen Kamraterna 1897-1997. sid. 12
2. 1 2 3 4   Sporten i dag 2000-2001. Semic. Läst 19 juni 2025
3. ↑  ”Gatunamnen i Falun - Gatunamn A-B”. Falu kommun. Arkiverad från originalet den 23 januari 2021. https://web.archive.org/web/20210123033110/https://www.falun.se/gora--uppleva/kultur/kulturmiljoer-och-byggnadsvard/gatunamnen-i-falun/gatunamn-a---b.html. Läst 7 januari 2020.